# إشراق شايب
إشراق شايب (مواليد 16 يناير 2001) ملاكمة جزائرية. شاركت في منافسات الملاكمة سيدات وزن متوسط [الإنجليزية] (-70 كغ) في الألعاب الأولمبية الصيفية 2020.

## المسيرة الرياضية
في يوليو 2021، خسرت منازلة الثمن النهائي في الألعاب الأولمبية الصيفية 2020 بطوكيو ضد  بوجا راني ‏ (الهند) بنتيجة 0–5

## روابط خارجية
- إشراق شايب على موقع بوكس ريك (الإنجليزية) (registration required)
- إشراق شايب على موقع اللجنة الأولمبية الدولية (الإنجليزية)
- إشراق شايب على موقع أوليمبيديا (الإنجليزية)